# Gewandhaus-Quartett
Das Gewandhaus-Quartett (auch: Leipziger Gewandhaus-Quartett) ist ein Streichquartettensemble, das 1808 gegründet wurde. Es war eines der ersten Berufsquartette der Welt. In seiner über 200-jährigen Geschichte oblag ihm die Ehre vieler Uraufführungen.

## Geschichte
Aus dem bestehenden Gewandhausorchester formierte sich 1808 (wohl dem Beispiel des Schuppanzigh-Quartetts in Wien folgend) ein Quartett zur Aufführung von Kammermusik, die zu dieser Zeit mit Werken von Mozart, Haydn und zunehmend Beethoven in Blüte stand. Es setzt sich seitdem aus den Solisten und Konzertmeistern des Gewandhauses zusammen. Dadurch soll eine fortwährend hohe Qualität garantiert werden.

## Besetzung
Die Urbesetzung bestand aus Heinrich August Matthäi (1781–1835), der als Gründer des Quartetts gilt, Bartolomeo Campagnoli (1751–1827), welcher zu dieser Zeit Konzertmeister des Gewandhausorchesters war, sowie den Musikern Johann Georg Hermann Voigt (1769–1811) und Friedrich Dotzauer (1783–1860). Anders als zu erwarten ist, saß Matthäi und nicht Campagnoli am ersten Pult, obwohl dieser nur dessen Stellvertreter als Konzertmeister war (erst 1816 wurde Matthäi 1. Konzertmeister). Nachdem Matthäi im Jahr 1835 verstorben war, übernahm Ferdinand David (1810–1873) im darauffolgenden Jahr das Quartett, wie auch dessen Position als Konzertmeister.

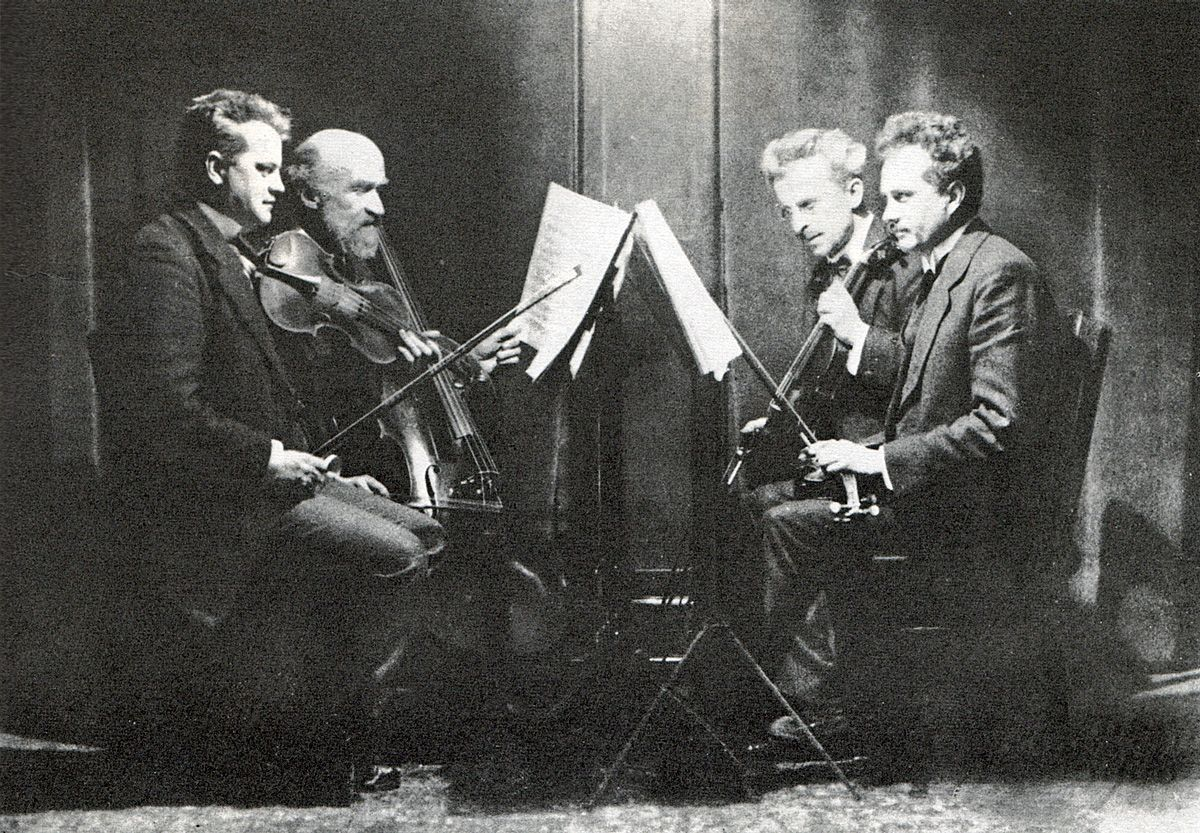
Das Gewandhaus-Quartett um 1920 in der Besetzung Edgar Wollgandt, Carl Wolschke, Carl Herrmann und Julius Klengel

Im Laufe der 200-jährigen Geschichte, die nur kurz nach dem Zweiten Weltkrieg unterbrochen wurde, zählte das Quartett über 100 Mitglieder. Die Besetzung gestaltete sich bei Weitem nicht statisch. So kam es auch vor, dass sich konkurrierende Formationen bildeten, die im Gewandhaus auftraten. So z. B. unter Henri Petri (1856–1914) und Adolph Brodsky (1851–1929) oder Edgar Wollgandt (1880–1949) und Kurt Stiehler (1910–1981). Zumeist stellten dies aber nur kurze Phasen des Übergangs dar.
Weitere wichtige Mitglieder des Quartetts waren: Carl Traugott Queisser (1800–1846), Joseph Joachim (1831–1907), Engelbert Röntgen (1829–1897), Julius Klengel (1859–1933), Gerhard Bosse (1922–2012), Karl Suske (* 1934) und Jürnjakob Timm (* 1949).
Außerdem spielte das Quartett mit bedeutenden weiteren Solisten zusammen, u. a. mit Clara Schumann, Johannes Brahms, Edvard Grieg, Felix Mendelssohn Bartholdy, Arthur Nikisch u. v. m.
Die aktuelle Besetzung (seit November 2021) besteht aus:
- Frank-Michael Erben (1. Geige)
- Yun-Jin Cho (2. Geige)
- Anton Jivaev (Viola)
- Valentino Worlitzsch (Violoncello)

## Uraufführungen
Claudius Böhm, der die Geschichte des Quartetts erforscht hat, spricht sich dafür aus, dass dem Gewandhaus-Quartett mit hoher Wahrscheinlichkeit bereits die Uraufführung von Beethovens Streichquartett Es-Dur Op. 74 zuzuschreiben ist.
Darauffolgend kommen viele weitere Kammermusikstücke zur Uraufführung. Von Bartholdy sind es die Quartette Es-Dur Op. 44/3 und D-Dur Op. 32 und von Robert Schumann das Quartett a-Moll Op. 41/1 sowie das Klavierquintett und -quartett Es-Dur Op. 44 und Es-Dur Op. 47. Weitere uraufgeführte Kompositionen stammen von Niels Gade, Louis Spohr, Anton Rubinstein, Max Bruch, Salomon Jadassohn, Ethel Smyth, Felix Weingartner, Hermann Ambrosius, Antonín Dvořák, Siegfried Thiele, Günter Kochan u. v. a.

## Auszeichnungen
- Preis der deutschen Schallplattenkritik
- Internationaler Mendelssohn-Preis zu Leipzig 2014[2]